# Chilling Romance
Chilling Romance (Hangul: 오싹한 연애 ; RR: Ossakhan Yeonae) es una película coreana estrenada a finales del año 2011. Los protagonistas fueron Son Ye Jin y Lee Min Ki.

## Argumento
Yeo Ri es una solitaria mujer que debido a un accidente del pasado en el que murió su mejor amiga, tiene la capacidad de ver fantasmas. Estos la atormentan y no la dejan vivir una vida normal. El mago Jo Goo, siente lástima al verla tan aislada del mundo, entonces trata de integrarla a su grupo. Aunque Yeo Ri al principio no quiere tener contacto con él, termina por hacerse muy cercana, al punto de darse cuenta de que se ha enamorado. Afortunadamente, Jo Goo le corresponde, sin embargo cuando se entere de la verdad sobre Yeo Ri, su relación podría complicarse. Juntos tendrán que resolver su problema para poder encontrar la felicidad.

## Reparto
- Son Ye-jin es Yeo Ri.
- Lee Min Ki es Jo Goo.
- Hwang Seung-eon es la amiga muerta.
- Park Cheol-min es Pil-Dong.
- Kim Hyun-sook es Min-jung.
- Yoon Ji-min es Sun-woo.[1]
- Lee Mi Do
- Lee Hyun Jin como el amigo de Jo-Goo.

## Adaptación
Se realizó una adaptación filipina por Viva Films el 1 de febrero de 2023. La película está protagonizada por Bela Padilla y Marco Gumabao.